# Menad Nouba
Menad Nouba (en arabe : مناد نوبة) est un militaire algérien, commandant de la Gendarmerie nationale algérienne de 2015 jusqu'à son limogeage en 2018. Après celui-ci, il est condamné à 15 ans de prison en particulier pour « enrichissement illicite ».

## Biographie
Dans les années 1990, Menad Nouba est diplômé d'instituts d’études supérieures de la Gendarmerie nationale française, avant de suivre des études militaires en Algérie,.
Le 10 septembre 2015, Menad Nouba est nommé commandant de la Gendarmerie nationale algérienne, il succède dans ces fonctions à Ahmed Boustila. C'est le général de corps d'armée Ahmed Gaïd Salah qui préside la cérémonie d'installation du nouveau commandant.
Guermit Bounouira évoque les enquêtes qui conduisent à la mise à l'écart de plusieurs généraux algériens dont Menad Nouba.En juillet 2018, Menad Nouba est démis de ses fonctions de commandant de la Gendarmerie nationale algérienne et incarcéré dans la prison militaire de Blida. Cette éviction s'effectue une semaine après celle du général Abdelghani Hamel qui dirigeait la Direction générale de la Sûreté nationale. Ces deux limogeages seraient liées à l’affaire des 701 kilos de cocaïne saisis en 2018 à Oran. Menad Nouba est remplacé à la tête de la Gendarmerie nationale par le général Ghali Belkecir,.
Menad Nouba est condamné en octobre 2019, par le tribunal militaire de Blida, à la peine à 15 ans de prison en particulier pour « enrichissement illicite ».
Lors de la deuxième instance du jugement, en juin 2021, Menad Nouba est condamné à 15 ans de prison par la cour d'appel militaire de Blida. De plus, ses biens et de ceux de ses enfants sont confisqués. Toutefois, il peut conserver sa maison familiale située à Oran,.